# Ipomoea murucoides

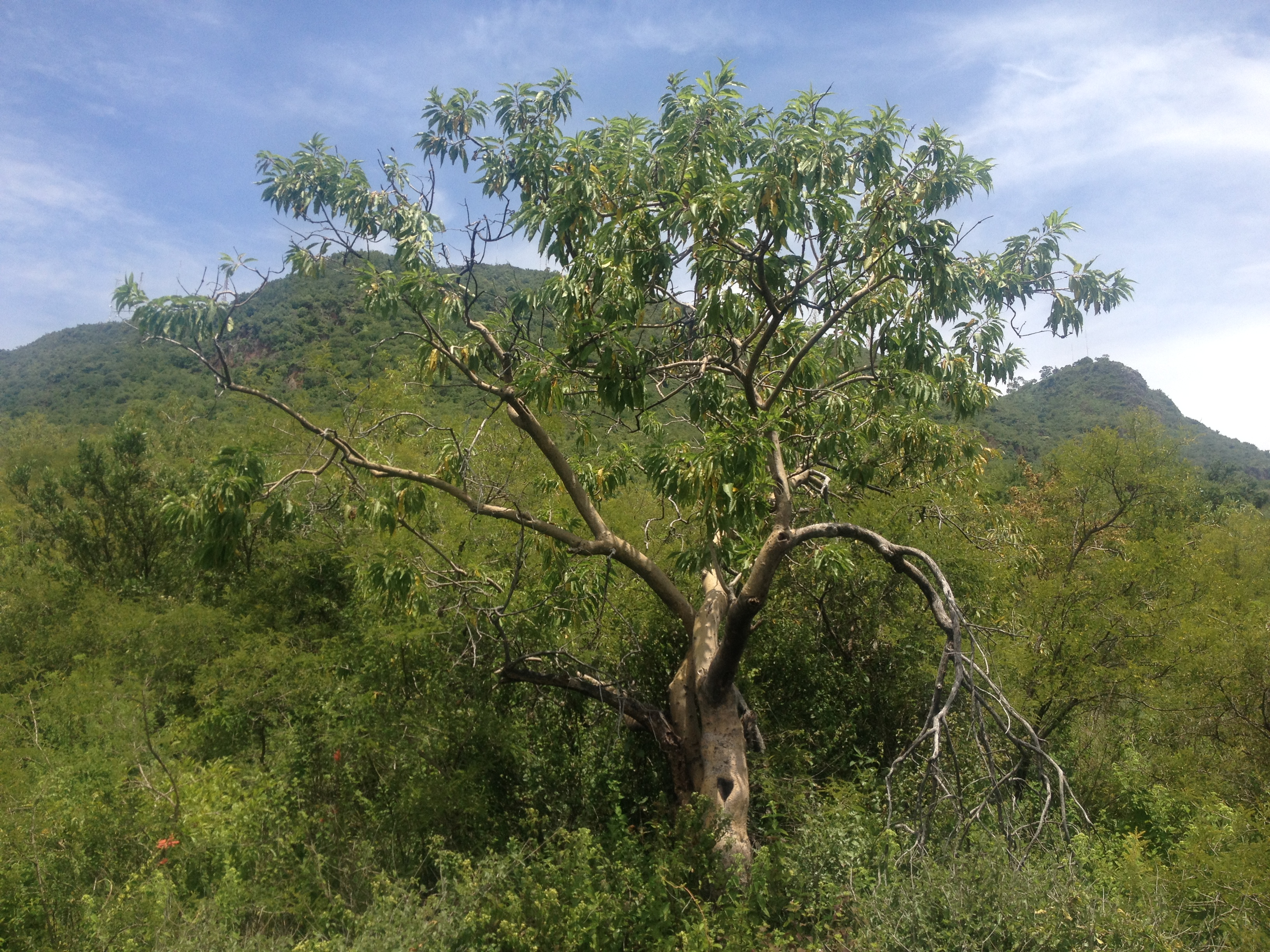
En su hábitat

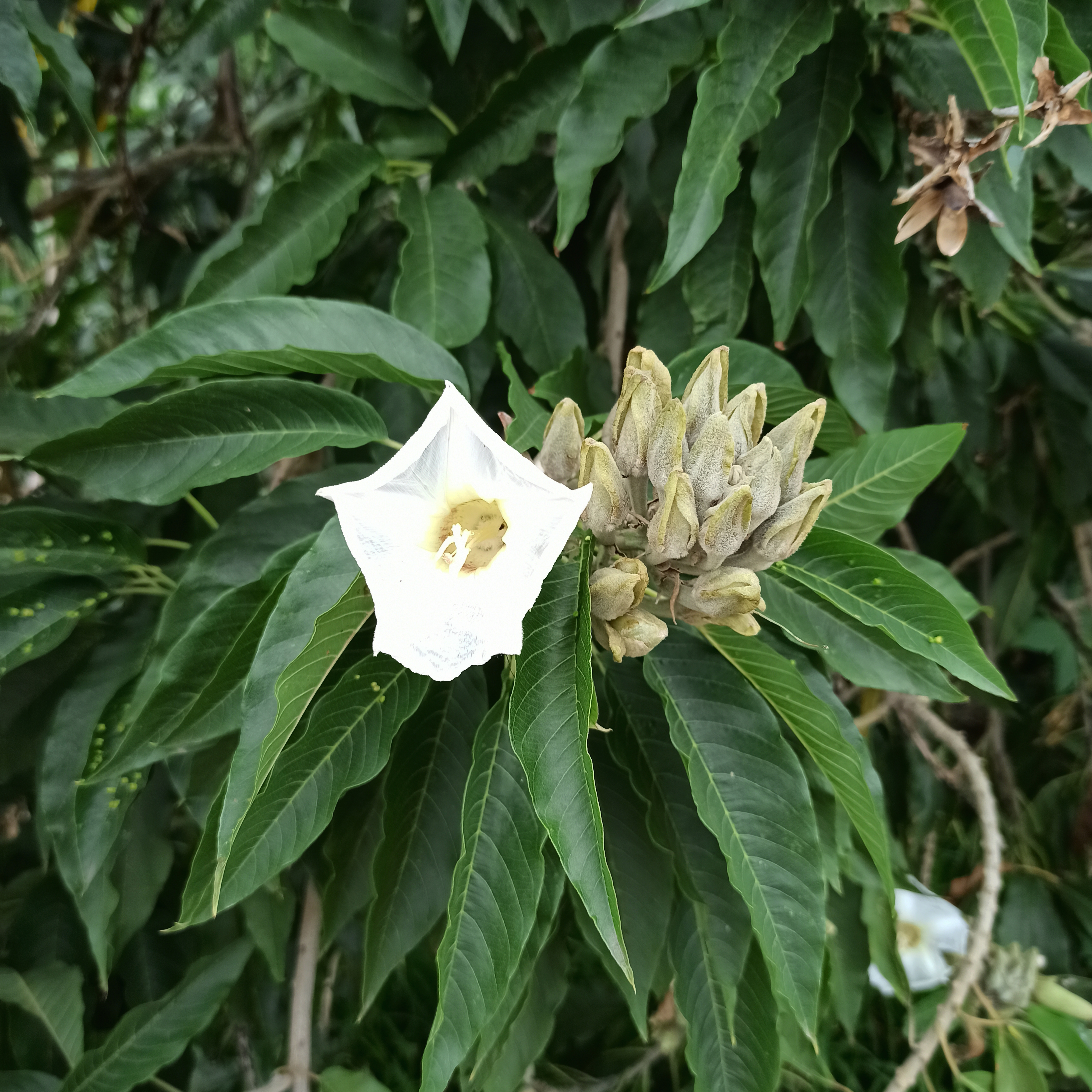
Detalle de la inflorescencia

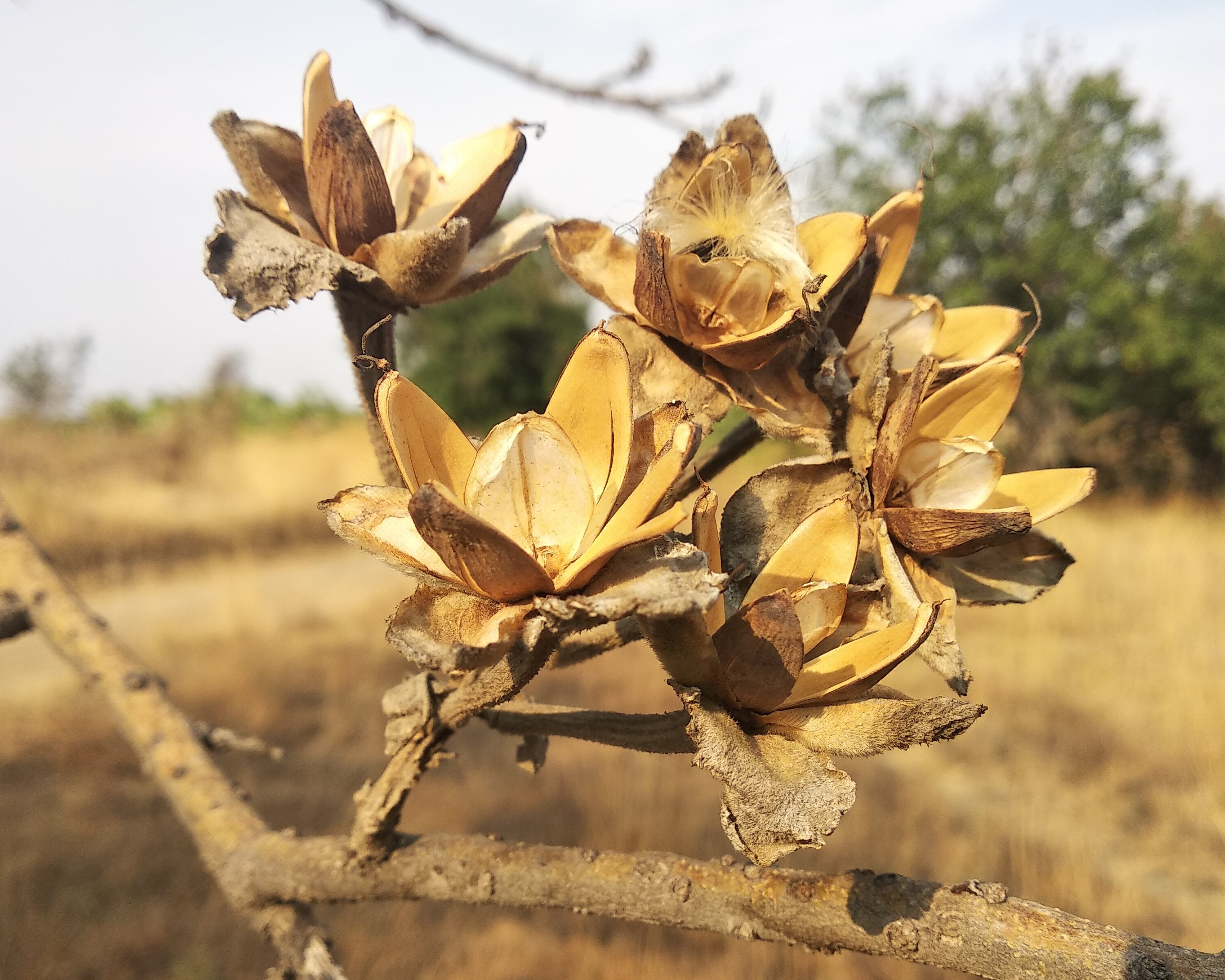
Frutos

Ipomoea murucoides, comúnmente llamado cazahuate o palo bobo, es una especie de planta de la familia de las convolvuláceas, nativa de Norteamérica.

## Clasificación y descripción de la especie
Ipomoea murucoides pertenece a la subsección Arborescentes, un grupo de especies del género Ipomoea que, en vez de los típicos tallos volubles, tienen un crecimiento arborescente.
Se trata de un arbusto o, más frecuentemente, un árbol de hasta 8 m de altura, de madera blanda. El tronco es gris amarillento, liso en la madurez, de hasta 40 cm de diámetro y muy ramificado. Las hojas de margen liso son oblongo-elípticas de ápice agudo o acuminado, de 8 a 17 cm de largo y 3 a 5 cm de ancho; son glabras en el haz y con pubescencia sobre las nervaduras en el envés. Las flores solitarias se presentan en las axilas de las hojas o bien están dispuestas en panículas terminales. Su corola blanca es infundibuliforme, de unos 7 cm de diámetro y longitud. El fruto es una cápsula ovoide, de 1.8 a 2.5 cm de longitud, con 4 semillas, elipsoides, de 10 a 12 mm de largo y con pelos blancos largos y puntiagudos.
Se distribuye desde el occidente y centronorte de México hasta Guatemala. Está presente desde los 600 hasta los 2450 m s. n. m., desarrollándose en selva baja caducifolia y bosque mixto. No es una especie amenazada ni se encuentra bajo ningún estatus de protección.

## Usos
Se encuentra frecuentemente a orillas de parcelas, como cortina rompeviento o como planta ornamental en parques o a orillas de caminos. También es huésped de la seta Pleurotus ostreatus, que es muy apreciada por su sabor. En medicina tradicional, se emplea como analgésico y antiinflamatorio, así como para combatir enfermedades de la piel.

## Taxonomía
Ipomoea murucoides fue descrita en 1819 por Johann Jakob Roemer y Josef August Schultes en Systema Vegetabilium 4: 248.

### Etimología
Ipomoea: nombre genérico que deriva de las palabras griegas:  ips, ipos = "gusano" y homoios = "parecido", por el hábito voluble de sus tallos.
murucoides: epíteto de origen desconocido; tal vez de murucuja, -oides = "similar a Passiflora murucuja"

### Sinonimia
- Convolvulus arboreus Sessé & Moc.
- Convolvulus macranthus Kunth
- Ipomoea macrantha (Kunth) G.Don[5]